# Entrenador del Año de la Basketball Bundesliga
El premio Entrenador del Año de la Basketball Bundesliga es el galardón que se concede al mejor entrenador de la temporada de la Basketball Bundesliga. Se concede desde 1990, aunque hubo varias temporadas en las que no se otorgó.

## Ganadores

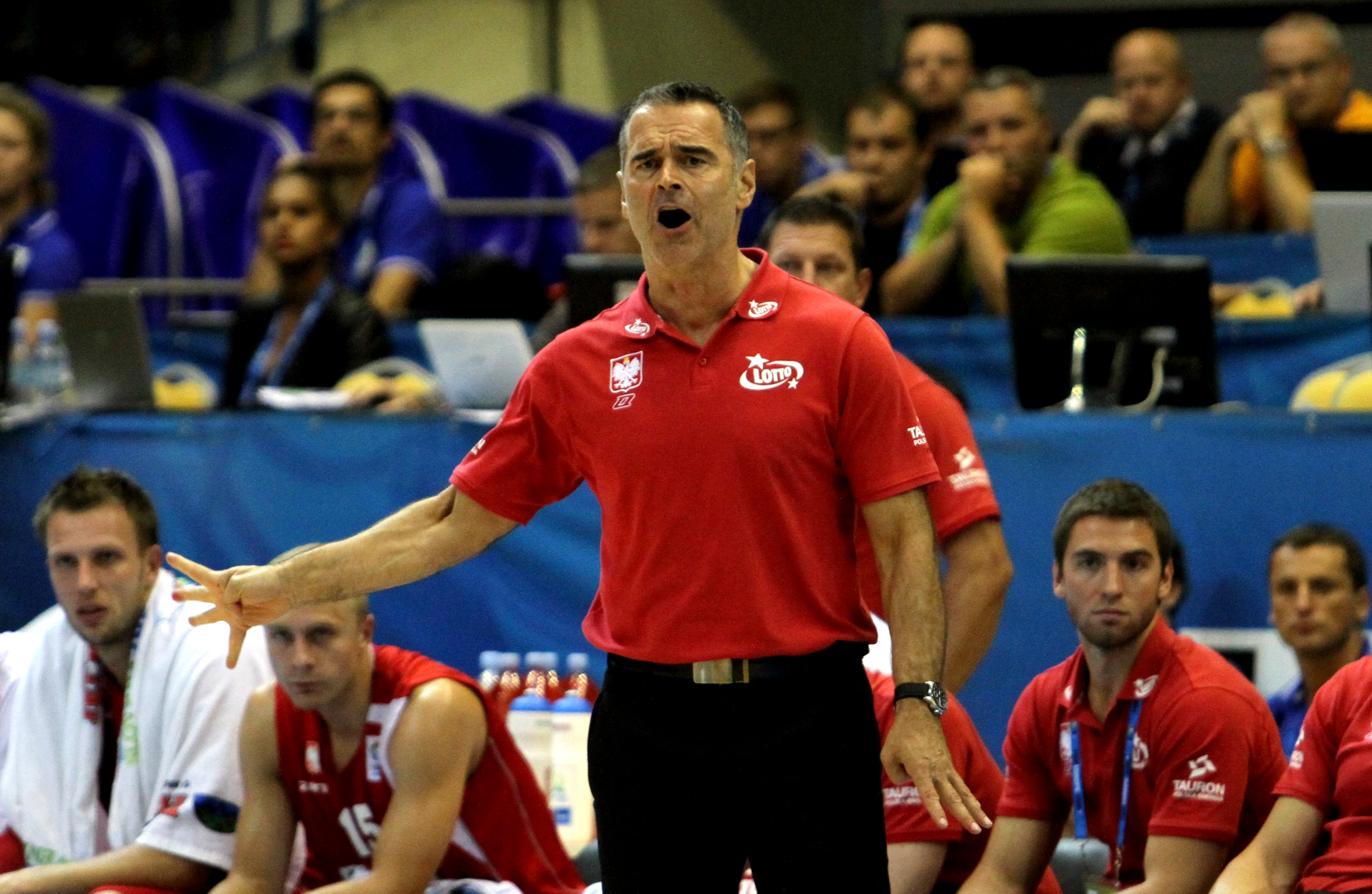
Dirk Bauermann logró el galardón en cuatro ocasiones (1990, 1991, 2003, 2004).

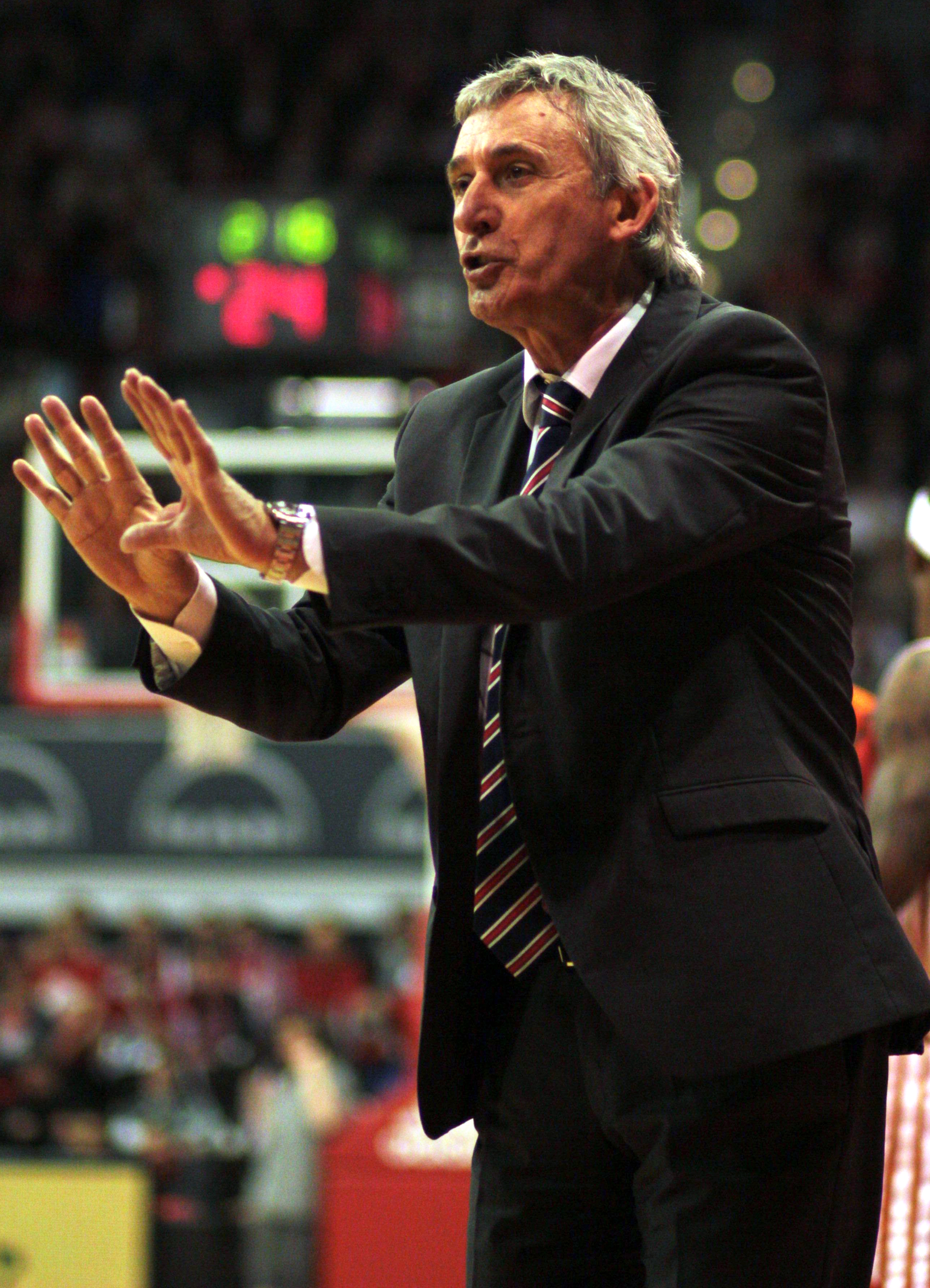
Svetislav Pešić lo ganó en tres temporadas (1996, 1998, 1999).

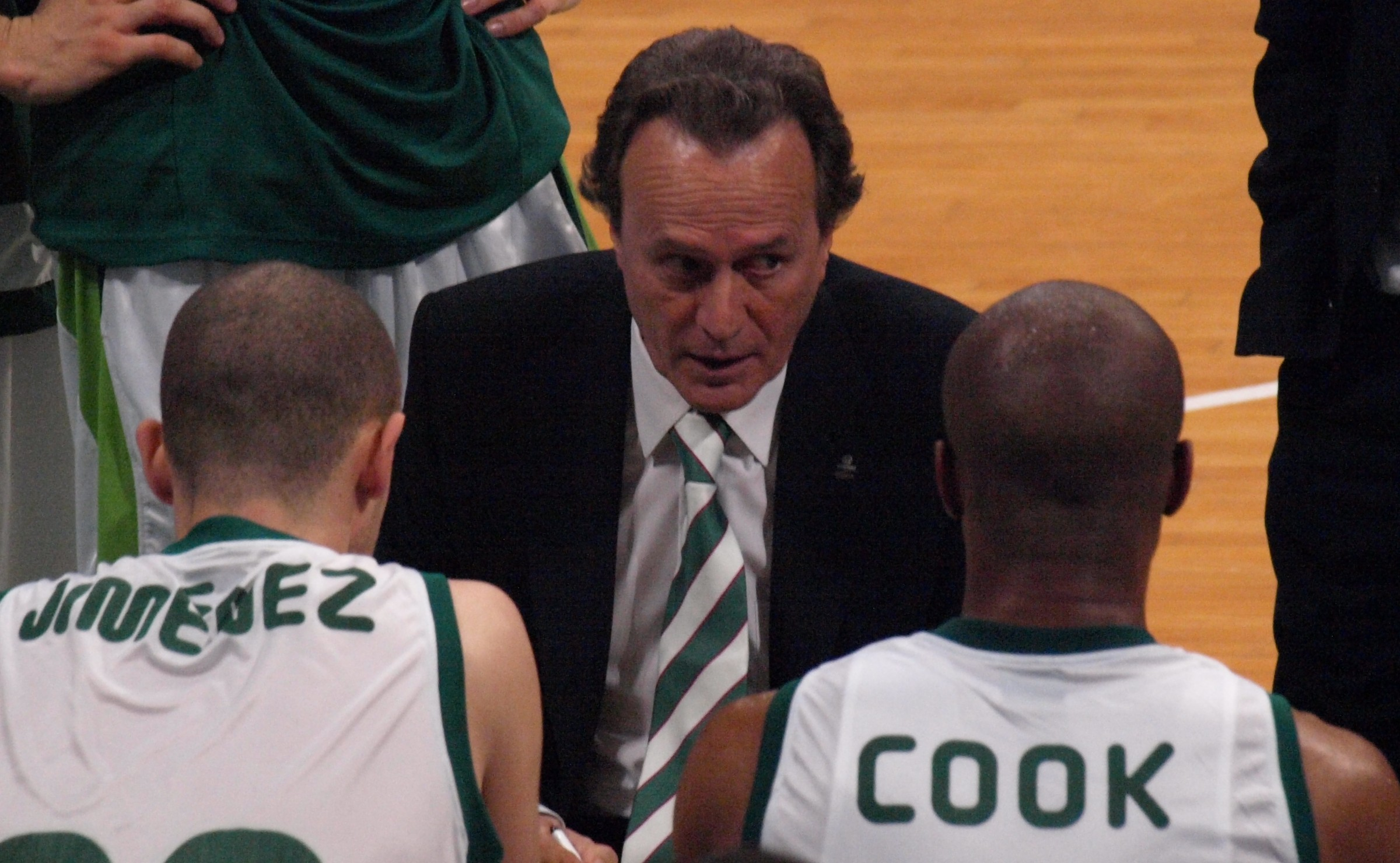
Aíto García Reneses, ganador en 2018.

| Entrenador (X) | Número de veces que ha ganado el galardón en ese momento (si son más de una) |
| §              | Denota que el club fue Campeón de la Bundesliga en la misma temporada        |

| Temporada | Entrenador                                                                             | Nacionalidad                                                                           | Equipo                                                                                 | Ref(s)                                                                                 |                                                                                        |
| --------- | -------------------------------------------------------------------------------------- | -------------------------------------------------------------------------------------- | -------------------------------------------------------------------------------------- | -------------------------------------------------------------------------------------- | -------------------------------------------------------------------------------------- |
| 1989–90   | Dirk Bauermann                                                                         | Alemania                                                                               | Bayer Giants Leverkusen                                                                |                                                                                        |                                                                                        |
| 1990–91   | Dirk Bauermann (2×)                                                                    | Alemania                                                                               | Bayer Giants Leverkusen                                                                |                                                                                        |                                                                                        |
| 1991–92   |                                                                                        |                                                                                        |                                                                                        |                                                                                        |                                                                                        |
| 1992–93   |                                                                                        |                                                                                        |                                                                                        |                                                                                        |                                                                                        |
| 1993–94   |                                                                                        |                                                                                        |                                                                                        |                                                                                        |                                                                                        |
| 1994–95   |                                                                                        |                                                                                        |                                                                                        |                                                                                        |                                                                                        |
| 1995–96   | Svetislav Pešić                                                                        | Serbia                                                                                 | ALBA Berlin                                                                            |                                                                                        |                                                                                        |
| 1996–97   |                                                                                        |                                                                                        |                                                                                        |                                                                                        |                                                                                        |
| 1997–98   | Svetislav Pešić (2×)                                                                   | Serbia                                                                                 | ALBA Berlin                                                                            |                                                                                        |                                                                                        |
| 1998–99   | Svetislav Pešić (3×)                                                                   | Serbia                                                                                 | ALBA Berlin                                                                            |                                                                                        |                                                                                        |
| 1999–00   | Stefan Koch                                                                            | Alemania                                                                               | Skyliners Frankfurt                                                                    |                                                                                        |                                                                                        |
| 2000–01   |                                                                                        |                                                                                        |                                                                                        |                                                                                        |                                                                                        |
| 2001–02   | Emir Mutapčić                                                                          | Bosnia y Herzegovina                                                                   | ALBA Berlin                                                                            |                                                                                        |                                                                                        |
| 2002–03   | Dirk Bauermann (3×)                                                                    | Alemania                                                                               | Brose Baskets                                                                          |                                                                                        |                                                                                        |
| 2003–04   | Dirk Bauermann (4×)                                                                    | Alemania                                                                               | Brose Baskets                                                                          |                                                                                        |                                                                                        |
| 2004–05   | Stefan Koch (2×)                                                                       | Alemania                                                                               | Gießen 46ers                                                                           |                                                                                        |                                                                                        |
| 2005–06   | Sarunas Sakalauskas                                                                    | Lituania                                                                               | Eisbären Bremerhaven                                                                   |                                                                                        |                                                                                        |
| 2006–07   | Silvano Poropat                                                                        | Croacia                                                                                | EnBW Ludwigsburg                                                                       |                                                                                        |                                                                                        |
| 2007–08   | Achim Kuczmann                                                                         | Alemania                                                                               | Bayer Giants Leverkusen                                                                |                                                                                        |                                                                                        |
| 2008–09   | John Patrick                                                                           | Estados Unidos                                                                         | MEG Göttingen                                                                          |                                                                                        |                                                                                        |
| 2009–10   | John Patrick (2×)                                                                      | Estados Unidos                                                                         | BG Göttingen                                                                           | [ 1 ]                                                                                  |                                                                                        |
| 2010–11   | Chris Fleming                                                                          | Estados Unidos                                                                         | Brose Baskets §                                                                        | [ 2 ]                                                                                  |                                                                                        |
| 2011–12   | Thorsten Leibenath                                                                     | Alemania                                                                               | ratiopharm ulm                                                                         | [ 3 ]                                                                                  |                                                                                        |
| 2012–13   | Sebastian Machowski                                                                    | Alemania                                                                               | EWE Baskets Oldenburg                                                                  | [ 4 ]                                                                                  |                                                                                        |
| 2013–14   | Silvano Poropat (2×)                                                                   | Croacia                                                                                | Mitteldeutscher                                                                        | [ 5 ]                                                                                  |                                                                                        |
| 2014–15   | Saša Obradović                                                                         | Serbia                                                                                 | ALBA Berlin                                                                            | [ 6 ]                                                                                  |                                                                                        |
| 2015–16   | Gordon Herbert                                                                         | Canadá                                                                                 | Skyliners Frankfurt                                                                    | [ 7 ]                                                                                  |                                                                                        |
| 2016–17   | Thorsten Leibenath (2×)                                                                | Alemania                                                                               | ratiopharm Ulm                                                                         | [ 8 ]                                                                                  |                                                                                        |
| 2017–18   | Aíto García Reneses                                                                    | España                                                                                 | Alba Berlin                                                                            | [ 9 ]                                                                                  |                                                                                        |
| 2018–19   | Pedro Calles                                                                           | España                                                                                 | Rasta Vechta                                                                           | [ 10 ]                                                                                 |                                                                                        |
| 2019–20   | No se concedió, por la corta duración de la temporada a causa de la pandemia COVID-19. | No se concedió, por la corta duración de la temporada a causa de la pandemia COVID-19. | No se concedió, por la corta duración de la temporada a causa de la pandemia COVID-19. | No se concedió, por la corta duración de la temporada a causa de la pandemia COVID-19. | No se concedió, por la corta duración de la temporada a causa de la pandemia COVID-19. |
| 2020–21   | John Patrick (3×)                                                                      | Estados Unidos                                                                         | Riesen Ludwigsburg                                                                     | [ 12 ]                                                                                 |                                                                                        |
| 2021–22   | Tuomas Iisalo                                                                          | Finlandia                                                                              | Telekom Baskets Bonn                                                                   | [ 13 ]                                                                                 |                                                                                        |
| 2022–23   | Tuomas Iisalo (2×)                                                                     | Finlandia                                                                              | Telekom Baskets Bonn                                                                   | [ 14 ]                                                                                 |                                                                                        |
| 2023–24   | Rodrigo Pastore                                                                        | Argentina                                                                              | Niners Chemnitz                                                                        | [ 15 ]                                                                                 |                                                                                        |
| 2024–25   | Jesús Ramírez                                                                          | España                                                                                 | Basketball Löwen Braunschweig                                                          | [ 16 ]                                                                                 |                                                                                        |